# KTM Fahrrad
Die KTM Fahrrad GmbH ist ein weltweit operierender Fahrradhersteller mit Sitz im oberösterreichischen Mattighofen. Sie wurde 1992 aus einem Teil der insolventen KTM Motor-Fahrzeugbau gegründet. Die Fahrradproduktion reicht zurück bis 1964.
2021 verkaufte KTM 460.000 Räder für das laufende Modelljahr 2022. Das Unternehmen beschäftigt konzernweit 500 Mitarbeiter.

## Unternehmensgeschichte

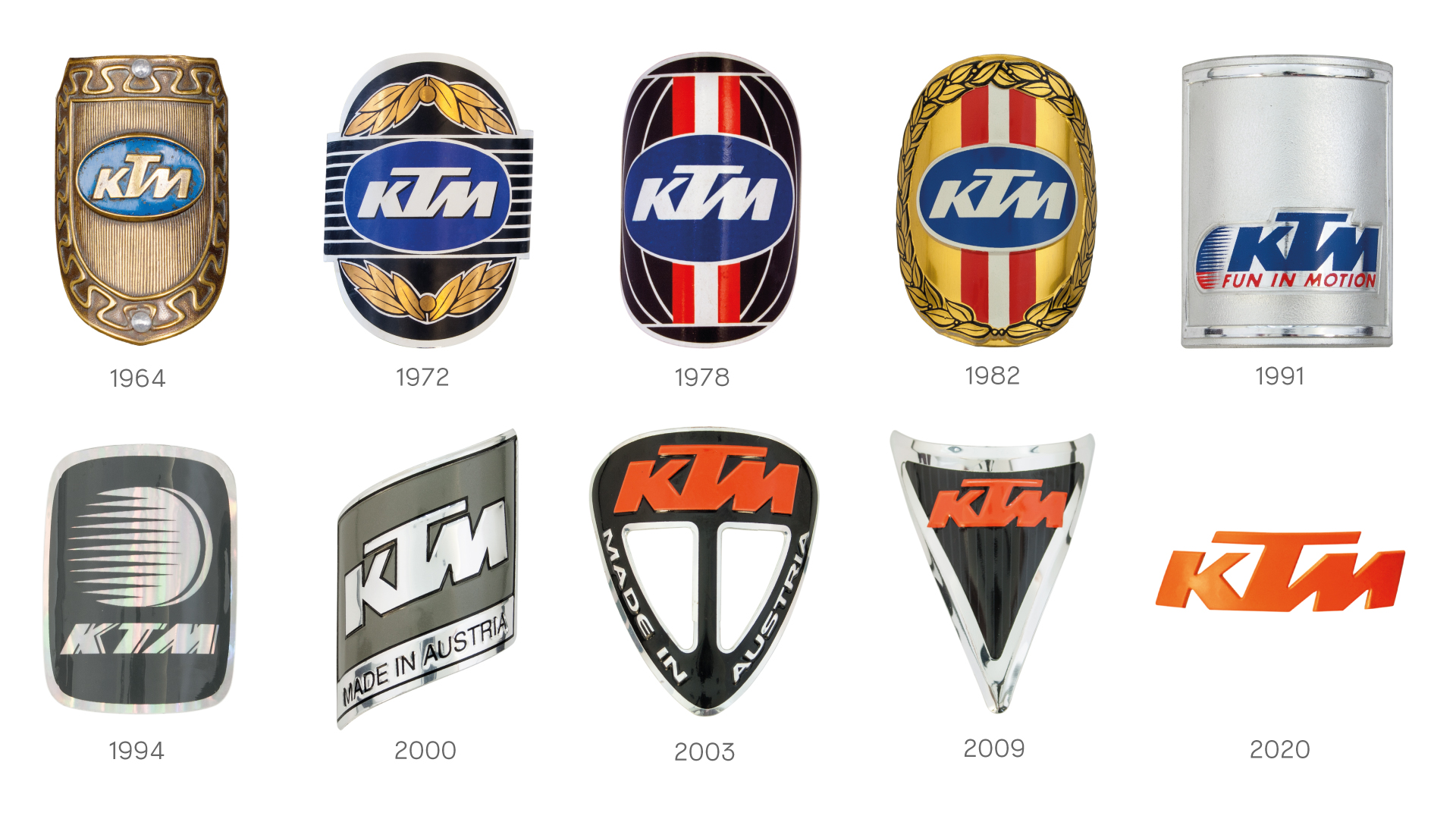
KTM Plaketten ab 1964 bis heute

KTM wurde 1951 von Hans Trunkenpolz in Mattighofen gegründet. Der damalige Firmenname war „Kraftfahrzeuge Trunkenpolz Mattighofen“; er wurde 1954 geändert, als Ernst Kronreif Gesellschafter wurde. Seitdem heißt das Unternehmen Kronreif Trunkenpolz Mattighofen – kurz KTM. Das erste Fahrrad wurde 1964 zur Auslastung der in wirtschaftlichen Turbulenzen befindlichen Motorfahrzeugfertigung für die amerikanische Marke „Fleetwing“ hergestellt. 1989 feierte man das einmillionste Fahrrad.

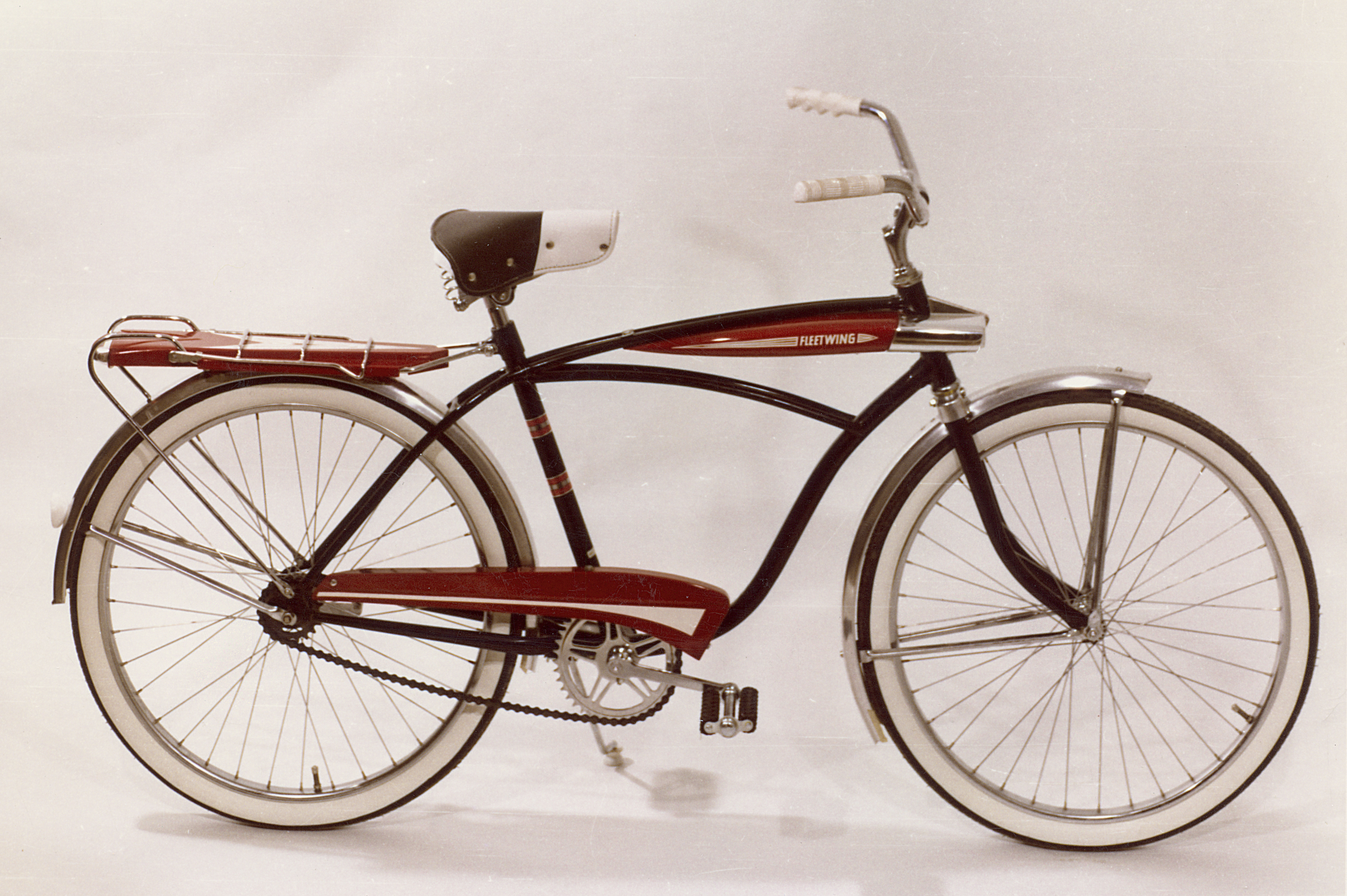
1965 Fleetwing Man

Die KTM Fahrrad GmbH ist aus der ehemaligen KTM Fahrzeugbau AG, einem Unternehmen der Taus-Gruppe, hervorgegangen, die 1991 Konkurs  anmelden musste. Im Dezember 1991 wurde in der Gläubigerausschusssitzung das Angebot des Radgroßhändlers Hermann Urkauf aus Salzburg, der auch mit KTM-Rädern handelte, angenommen, die Sparte Fahrrad für 35 Millionen  Österreichische Schilling zu kaufen. 1995 stand das Unternehmen erneut vor dem Konkurs.
Am 7. Jänner 1996 übernahm Carol Urkauf-Chen die Geschäftsführung und bewahrte nach eigenen Angaben das Unternehmen vor neuerlicher Insolvenz. Sie stammte aus Taiwan, handelte mit Fahrradteilen und war durch Handel mit Fahrradrahmen nach Europa gekommen. Sie optimierte unter anderem die Arbeitsprozesse ohne Inanspruchnahme von Kurzarbeit oder finanzieller Hilfe. Seit 1997 ist Urkauf-Chen als alleinige Inhaberin der KTM Fahrrad GmbH im Handelsregister eingetragen.
1998 wurde die Produktion von Fahrradrahmen (aus Stahl) in Mattighofen aufgegeben. 2001 wurde eine Acryl-Rahmenlackieranlage mit Pulverbeschichtung in Betrieb genommen.

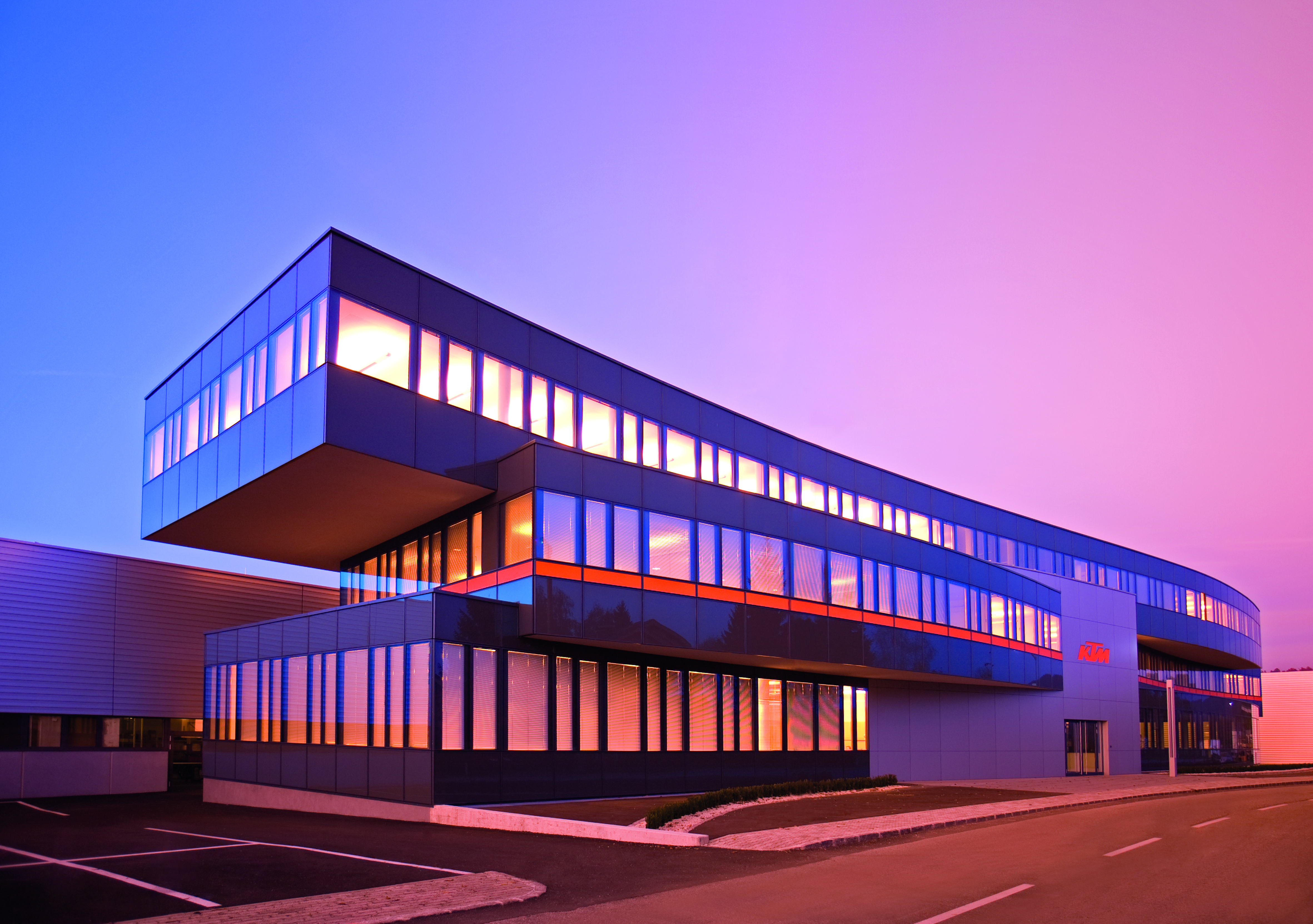
Bürogebäude KTM Fahrrad

2007 wurde ein neues Gebäude für die Zentrale in Mattighofen mit geschwungener Glasfront errichtet.
2010 wurde das Tochterunternehmen KTM Bikes Asia gegründet, das überwiegend den asiatischen Markt bedient.
2012 gewinnt Carol Urkauf-Chen den Pegasus-Sonderpreis der OÖ. Nachrichten und der Wirtschaftskammer OÖ für das beste von einer Frau (mit-)geführte Unternehmen.
Am 20. November 2015 gab die Bundeswettbewerbsbehörde (BWB) eine Entscheidung des Kartellgerichts vom 9. September 2015 (29 Kt 6/15-14) gegen die KTM Fahrrad GmbH bekannt, wonach das Unternehmen wegen illegalen Preisempfehlungen nach § 1 Abs. 4 KartG eine Geldbuße von 112.000 Euro zahlen musste.
2018 erfolgte ein Wechsel in der Geschäftsführung: Franz Leingartner ging in den Ruhestand und die Eigentümerin Carol Urkauf-Chen wechselte in den Aufsichtsrat. Ihre Tochter Johanna Urkauf und Stefan Limbrunner rückten in die Geschäftsführung nach.
Ab 2019 erfolgten diverse Bauprojekte am Standort Mattighofen und in der Nachbargemeinde Schalchen (Oberösterreich). Eine neue Produktionshalle und ein neues Logistikzentrum wurden gebaut. Einige weitere Gebäude – unter anderem eine neue Lackiererei – befinden sich 2022 noch im Bau.
2020 hat das Höchstgericht für KTM Fahrrad entschieden, dass die Pierer Mobility AG die Markenbezeichnung für Fahrräder nicht nutzen darf.
Seit 2021 ist KTM Fahrrad auch offizieller Hauptsponsor des Bundes Deutscher Radfahrer (BDR). KTM unterstützt den BDR vor allem in der Jugend- und Nachwuchsarbeit.

## Rennsport und Sponsoring
KTM Fahrrad engagiert sich bereits seit Jahrzehnten im Rennsport mit Sponsoring von Teams und Athleten. Bereits bei der Entwicklung des ersten Rennrades des Unternehmens im Jahr 1978 wurde auf die Zusammenarbeit mit dem mehrmaligen österreichischen Staatsmeister im Querfeldein, Walter Obersberger, gesetzt. Das Unternehmen sponsert seither Teams und Athleten sowohl im Mountainbikebereich als auch im Straßenrennsport.

### Mountainbike

#### Werksteam
2019 gründet die KTM Fahrrad GmbH das erste Mountainbike Werksteam, das KTM Factory MTB Team. Der Kader des Teams teilt sich in den Disziplinen Marathon und Crosscountry XCO auf. Ziel des österreichischen Teams sei es, junge Talente an die Spitze des Radsports zu bringen. 2021 wechselten Max Foidl und 4 weitere Neuzugänge ins KTM Factory MTB Team. 

2022 wechselt Leonie Daubermann, die amtierende deutsche Cross Country Staatsmeisterin, zum KTM Factory MTB Team.

#### Erfolge
- Max Foidl – Österreichischer Staatsmeister – Cross Country XCO[26]
- Max Foidl sichert sich den einzigen österreichischen Startplatz bei den Olympischen Sommerspielen 2020 und belegte den 17. Platz im Cross Country.[27][28]

### Straßenrennsport
2020 waren zum ersten Mal zwei Teams auf KTM Rennrädern – namentlich KTM Revelator Alto und KTM Revelator Lisse – bei der Tour de France und beim Giro d’Italia vertreten. Beide Teams erhielten als Pro Continental Teams die Wildcard für die jeweilige Grand Tour. B&B Hotel – Vital Concept p/b KTM bei der Tour de France und Vini Zabu – KTM beim Giro d’Italia.
KTM Fahrrad war Sponsor des französischen Teams B&B Hotels-KTM. Das Team war drei Mal bei der Tour de France vertreten.